# Medizinprodukt
Als Medizinprodukt werden unter anderem Apparate, Gegenstände, Stoffe und auch Software bezeichnet, die zu therapeutischen oder diagnostischen Zwecken für Menschen verwendet werden, wobei die bestimmungsgemäße Hauptwirkung im Unterschied zu Arzneimitteln primär nicht pharmakologisch, metabolisch oder immunologisch, sondern meist physikalisch oder physikochemisch erfolgt. Es gibt über 500.000 verschiedene Arten von Medizinprodukten und In-vitro-Diagnostika auf dem Europäischen Binnenmarkt (Stand 2017).
Die Abgrenzung der Medizinprodukte zu Arzneimitteln ist bedeutsam, da Marktzugang und Verkehrsfähigkeit unterschiedlich geregelt sind. Die regulatorischen Voraussetzungen zur Verkehrsfähigkeit unterscheiden sich grundlegend.

## Gesetzliche Definition
In Deutschland regelte das Gesetz über Medizinprodukte (Medizinproduktegesetz – MPG) vom 2. August 1994 bis zum 26. Mai 2021 den Verkehr mit Medizinprodukten. Es diente der nationalen Umsetzung von drei europäischen (Stamm-)Richtlinien (Richtlinie 90/385/EWG [aktive implantierbare medizinische Geräte], Richtlinie 93/42/EWG [sonstige Medizinprodukte] und Richtlinie 98/79/EG [In-vitro-Diagnostika]), die durch spätere Änderungsrichtlinien ergänzt bzw. geändert wurden, zuletzt mit Richtlinie 2007/47/EG vom 5. September 2007 zum 21. März 2010. Das MPG und seine acht ausführenden Rechtsverordnungen enthalten darüber hinaus weitere nationale Regelungen, die hauptsächlich der Überwachung im Markt befindlicher Medizinprodukte (Marktüberwachung) dienen.
§ 3 MPG enthielt in Nr. 1 bis 4 die Legaldefinition/en des Begriffs Medizinprodukt.
Seit dem 26. Mai 2021 wurde das Medizinproduktegesetz durch das Medizinprodukterecht-Durchführungsgesetz (MPDG) abgelöst, das der Umsetzung der europäischen Medizinprodukteverordnung (Medical Device Regulation, MDR) dient.

### EU-Definition
Medizinprodukte im Sinne der Richtlinie 93/42/EWG (aufgehoben durch Verordnung (EU) 2017/745) sind alle einzeln oder miteinander verbunden verwendeten Instrumente, Apparate, Vorrichtungen, Software, Stoffe oder anderen Gegenstände, einschließlich der vom Hersteller speziell zur Anwendung für diagnostische und/oder therapeutische Zwecke bestimmten und für ein einwandfreies Funktionieren des Medizinprodukts eingesetzten Software, die vom Hersteller für Menschen für folgende Zwecke bestimmt sind:
- Erkennung, Verhütung, Überwachung, Behandlung oder Linderung von Krankheiten;
- Erkennung, Überwachung, Behandlung, Linderung oder Kompensierung  von Verletzungen oder Behinderungen;
- Untersuchung, Ersatz oder Veränderung des anatomischen Aufbaus oder eines physiologischen Vorgangs;
- Empfängnisregelung

und deren bestimmungsgemäße Hauptwirkung im oder am menschlichen Körper weder durch pharmakologische oder immunologische Mittel noch metabolisch erreicht wird, deren Wirkungsweise aber durch solche Mittel unterstützt werden kann.
Ebenso gelten „Produkte, die speziell für die Reinigung, Desinfektion oder Sterilisation“ von Medizinprodukten bestimmt sind, als Medizinprodukte, also z. B. Autoklaven, Reinigungs- und Desinfektionsgeräte oder Reinigungstücher (s. Begriffsbestimmungen im Artikel 2 der Verordnung (EU) 2017/745).
Zubehör zu einem Medizinprodukt ist ein Gegenstand, der selbst kein Medizinprodukt ist, sondern nach seiner vom Hersteller speziell festgelegten Zweckbestimmung
„zusammen mit einem Medizinprodukt“ zu verwenden ist, damit dieses entsprechend der vom Hersteller des Medizinprodukts festgelegten Zweckbestimmung des Medizinprodukts angewendet werden kann. Zubehör wird jedoch regularisch wie ein Medizinprodukt behandelt.
Auch In-vitro-Diagnostika sind Medizinprodukte (§ 3 Nr. 4 MPG).
Ein „Aktives Medizinprodukt“ ist ein Medizinprodukt, dessen Betrieb von einer Stromquelle oder einer anderen Energiequelle (mit Ausnahme der direkt vom menschlichen Körper oder durch die Schwerkraft erzeugten Energie) abhängig ist. Ein Produkt zur, im Wesentlichen unveränderten, Übertragung von Energie, Stoffen oder Parametern zwischen einem aktiven Medizinprodukt und dem Patienten wird nicht als aktives Medizinprodukt angesehen.
Eine „Sonderanfertigung“ ist jedes Produkt, das nach schriftlicher Verordnung eines Arztes nach spezifischen Auslegungsmerkmalen eigens angefertigt wird und zur ausschließlichen Anwendung bei einem namentlich genannten Patienten bestimmt ist. Serienmäßig hergestellte Produkte, die angepasst werden müssen, um den spezifischen Anforderungen des Arztes oder eines anderen berufsmäßigen Anwenders zu entsprechen, gelten nicht als Sonderanfertigungen.
„Medizinprodukte aus Eigenherstellung“ sind Medizinprodukte einschließlich Zubehör, die in einer Gesundheitseinrichtung hergestellt werden, um in der Betriebsstätte oder in Räumen in unmittelbarer Nähe der Betriebsstätte angewendet zu werden, ohne dass sie in Verkehr gebracht werden (Übertragung auf einen anderen Rechtskörper gilt als Inverkehrbringen) oder die Voraussetzungen einer Sonderanfertigung erfüllen. Medizinprodukte aus Eigenherstellung müssen den Grundlegenden Anforderungen nach Anhang I der Richtlinie 93/42/EWG entsprechen und der Hersteller muss vor Inbetriebnahme bzw. Anwendung an Patienten ein Konformitätsbewertungsverfahren nach der Richtlinie 93/42/EWG bzw. dem MPG durchführen (lediglich die CE-Kennzeichnung ist nicht erforderlich). Die Eigenherstellung ist im deutschen Medizinproduktegesetz spezifiziert.
Medizinprodukte unterscheiden sich von Arzneimitteln (Richtlinie 2001/83/EG) dadurch, dass ihre bestimmungsgemäße Hauptwirkung überwiegend auf physikalischem Weg erreicht wird (siehe auch Produktabgrenzung).
Aktive implantierbare medizinische Geräte (zum Beispiel Herzschrittmacher) werden durch die EU-Richtlinie 90/385/EWG, In-vitro-Diagnostika durch die IVD-Richtlinie 98/79/EG geregelt. Sie sind ebenfalls Medizinprodukte, aber nicht im Sinne der Richtlinie (93/42/EWG); sie werden in Deutschland und Österreich ebenfalls durch das jeweilige nationale Medizinproduktegesetz geregelt.
Keine Medizinprodukte sind
- Feste nicht wiederverwendbare Einheiten mit einem Arzneimittel (Arzneimittel-Kit)
- Kosmetische Mittel gemäß Verordnung (EG) Nr. 1223/2009 über kosmetische Mittel[7]
- Persönliche Schutzausrüstung (Richtlinie 89/686/EWG)
- Menschliches Blut, Blutprodukte, Plasma oder Blutzellen menschlichen Ursprungs (ausgenommen Blutderivate)
- Transplantate, Gewebe, Zellen menschlichen Ursprungs oder Produkte dieses Inhalts oder dieses Ursprungs
- Transplantate, Gewebe, Zellen tierischen Ursprungs, (ausgenommen Produkte aus abgetötetem tierischen Gewebe)
- Medizinische Produkte zur ausschließlichen Anwendung am Tier sind (Geltungs-)Arzneimittel.

### Nationale Ausnahmen
Jede nationale Gesetzgebung hat das Recht, zum Beispiel aus Sicherheitsgründen, bestimmte Medizinprodukte zu Arzneimitteln zu erklären (siehe auch Produktabgrenzung). Nicht möglich ist es dagegen, nur ein bestimmtes Medizinprodukt national anders als nach den EU-Richtlinien zu behandeln.
In den meisten Ländern gelten Mundpflegemittel (Zahnpaste, Zahnbürste & Co) als Kosmetika, obgleich sie der Definition der Medizinprodukte entsprechen.

#### Deutsche Ausnahmen
In-vivo-Diagnostika wie beispielsweise Kontrastmittel gelten nach dem deutschen Arzneimittelgesetz (AMG) als Arzneimittel.
Zahnbürsten und Brillen gelten nach deutschem Recht abweichend als Gegenstände des täglichen Bedarfs und nicht als Medizinprodukt.

#### Österreichische Ausnahmen
Natürliche Heilvorkommen sowie auch daraus hergestellte Produkte gelten in Österreich nicht als Medizinprodukte.

#### Ausnahmen in Schweden
Mundpflegemittel gelten in Schweden als Arzneimittel.

## Einteilung
Unterschieden werden aktive, nicht-aktive und implantierbare Medizinprodukte sowie In-vitro-Diagnostika.
Zudem gibt es eine Einteilung in vier Klassen (I, IIa, IIb und III), je nach Risiko der Anwendung.
Eine Hilfe zum Umgang mit dem komplexen Regelwerk bieten die (nicht verbindlichen) Guidelines der EU, welche in Form der MEDDEV-Guidelines auf Englisch vorliegen (zum Beispiel 2.4 Klassifizierung von Medizinprodukten.)

### Aktive, nicht-aktive und implantierbare Medizinprodukte
Nach Anhang VIII der EU-Verordnung 745/2017 werden Medizinprodukte in aktive, nicht-aktive und Medizinprodukte mit Messfunktion eingeteilt:
- Aktive Medizinprodukte sind mit Hilfe einer externen Energiequelle (Strom, Akku, Batterie, thermische oder kinetische Energie oder Gasdruck) betriebene Geräte.
- Nicht-aktive Medizinprodukte sind „passiv“, wirken durch Schwerkraft oder werden mit Muskelkraft betrieben.
- Medizinprodukte mit Messfunktion können aktiv oder nicht-aktiv-sein; einige davon müssen regelmäßig messtechnisch kontrolliert werden.

Ein implantierbares Medizinprodukt kann aktiv sein; beispielsweise ein implantierbarer Defibrillator, da er eine Batterie enthält und durch einen medizinischen Eingriff in den menschlichen Körper eingebracht wird, um nach dem Eingriff dort zu verbleiben. Für aktive implantierbare Medizinprodukte gelten besondere Richtlinien. Beispiele für nicht-aktive implantierbare Medizinprodukte sind Endoprothesen oder Portkatheter. Ein Blutzuckermessgerät ist ein aktives Medizinprodukt mit Messfunktion und gleichzeitig ein In-vitro-Diagnostikum.

#### Medizinprodukte der Anlagen 1, 2 und 3
Nach § 10 der Medizinprodukte-Betreiberverordnung (MPBetreibV) gelten in Deutschland für bestimmte nichtimplantierbare aktive Medizinprodukte, Säuglingsinkubatoren sowie externe aktive Komponenten aktiver Implantate laut Anlage 1 besondere Auflagen, zum Beispiel bezüglich regelmäßiger sicherheitstechnischer Kontrollen und dokumentierter Einweisung in die Gerätebedienung. Entscheidend ist die vom Hersteller festgelegte Zweckbestimmung, ob das Medizinprodukt unter eine der Gruppen der Anlage 1 zur MPBetreibV fällt. Ähnliches gilt für Medizinprodukte der Anlage 2, die messtechnischen Kontrollen unterliegen. Für Anlage-1- und Anlage-2-Produkte ist ein Medizinproduktebuch zu führen.
Zur Anlage 3 zählen alle aktiven implantierbaren sowie ausgewählte nicht-aktive implantierbare Medizinprodukte (Herzklappen, nicht resorbierbare Gefäßprothesen und -stützen, Gelenkersatz für Hüfte oder Knie, Wirbelkörperersatzsysteme und Bandscheibenprothesen und Brustimplantate).
Ausnahmen gelten für automatische externe Defibrillatoren, die sich an öffentlich zugänglichen Orten befinden und für die Anwendung durch Laien vorgesehen sind (§ 11 der Medizinprodukte-Betreiberverordnung).
| Medizinprodukt                                       | aktiv | Anlage 1 | Anlage 2 | Anlage 3 | Sicherheitstechnische Kontrolle | Bestandsverzeichnis | Medizinproduktebuch |
| ---------------------------------------------------- | ----- | -------- | -------- | -------- | ------------------------------- | ------------------- | ------------------- |
| Absaugpumpe                                          | x     |          |          |          | nach Herstellervorgabe          | x                   |                     |
| mechanisches Blutdruckmessgerät mit Aneroidmanometer |       |          | x        |          |                                 |                     |                     |
| elektronisches Blutdruckmessgerät                    | x     |          | x        |          | nach Herstellervorgabe          | x                   | x                   |
| Ernährungspumpe                                      | x     |          |          |          |                                 | x                   | x                   |
| Implantierbarer Kardioverter-Defibrillator           | x     |          |          | x        |                                 |                     |                     |
| Infusionssystem                                      |       |          |          |          |                                 |                     |                     |
| Knieprothese                                         |       |          |          | x        |                                 |                     |                     |
| Überwachungsmonitor                                  | x     | x        | x        |          | x                               | x                   | x                   |
| Spritzenpumpe                                        | x     | x        |          |          | x                               | x                   | x                   |

### Risikoklassifizierung
Die Klassifizierung eines Medizinprodukts orientiert sich rechtlich an der „Verletzbarkeit des menschlichen Körpers“ durch das jeweilige Produkt. Diese wiederum definiert sich über die Zweckbestimmung des Herstellers hinsichtlich des Anwendungsorts und der Anwendungsdauer seines Produkts. Die Risikoklasse bedingt den mit zunehmender Klassenhöhe ebenfalls zunehmenden Anteil an Fremdkontrolle bzw. an (externer) Zertifizierung des Konformitätsbewertungsverfahrens (Verfahren zum Nachweis der Erfüllung aller gesetzlichen Produktanforderungen) durch eine benannte Stelle.
Kriterien für die Einteilung in vier Risikoklassen sind:
- Dauer der Anwendung (bis 60 Minuten, bis 30 Tage, länger als 30 Tage)
- Ort der Anwendung: Grad der Invasivität (invasiv, chirurgisch invasiv, implantierbar),
- Anwendung am zentralen Kreislaufsystem oder am zentralen Nervensystem
- Wiederverwendbares chirurgisches Instrument
- Aktives Medizinprodukt (Aktives therapeutisches Medizinprodukt / Aktives diagnostisches Medizinprodukt)
- Verwendung von biologischem Material aus Tieren oder Menschen

Die Klassen sind EU-weit durch den Anhang IX der Richtlinie 93/42/EWG festgelegt. Davon ausgenommen sind In-vitro-Diagnostika und aktive implantierbare Medizinprodukte.
- Klasse I

Keine methodischen Risiken
geringer Invasivitätsgrad
kein oder unkritischer Hautkontakt
vorübergehende Anwendung = 60 Minuten
- Klasse IIa

Anwendungsrisiko
mäßiger Invasivitätsgrad
kurzzeitige Anwendungen im Körper (im Auge, intestinal, in chirurgisch geschaffenen Körperöffnungen)
kurzzeitig = 30 Tage, ununterbrochen oder wiederholter Einsatz des gleichen Produktes
- Klasse IIb

Erhöhtes methodisches Risiko
systemische Wirkungen
Langzeitanwendungen
nicht invasive Empfängnisverhütung
langzeitig = 30 Tage, sonst wie bei kurzzeitig
- Klasse III entspricht hohem Gefahrenpotential

Besonders hohes methodisches Risiko
zur langfristigen Medikamentenabgabe
Inhaltsstoff tierischen Ursprungs und im Körper
unmittelbare Anwendung an Herz, zentralem Kreislaufsystem oder zentralem Nervensystem
invasive Empfängnisverhütung
Für die Bewertung der Einhaltung aller medizinprodukterechtlicher Bestimmungen gilt bei Einhalten der Vorgaben aller harmonisierten Normen die Konformitätsvermutung (§ 8 des Medizinproduktegesetzes). Werden die anwendbaren harmonisierten Normen nicht eingehalten, ist die Gleichwertigkeit der gewählten Lösung mit der harmonisierten Norm nachzuweisen.
Die Regeln zur Klassifizierung sind detailliert im Anhang IX der EU-Richtlinie 93/42/EWG festgelegt.
Die Anwendung der Klassifizierungsregeln richtet sich nach der Zweckbestimmung der Produkte (und liegt daher in der Verantwortung des Herstellers).

#### Beispiele
Einige konkrete Beispiele für die Klassifizierung von Medizinprodukten sind:
| Klasse I | Klasse IIa | Klasse IIb | Klasse III |
| --- | --- | --- | --- |
| - Gehhilfen - Rollstühle - Pflegebetten - Stützstrümpfe - Mund-Nasen-Schutz - wiederverwendbare chirurgische Instrumente - OP-Textilien | - Dentalmaterialien - Desinfektionsmittel (für Instrumente und Geräte) - diagnostische Ultraschallgeräte - Einmalspritzen - Hörgeräte - Kontaktlinsen - PACS - Trachealtuben - Zahnkronen | - Anästhesiegeräte - Beatmungsgeräte - Bestrahlungsgeräte - Blutbeutel - Defibrillatoren - Apheresegeräte - Dialysegeräte - Kondome - Kontaktlinsenreinigungslösung - Dentalimplantate - Reinigungsdesinfektionsautomaten - Infusionsgeräte - Medizinische Gasanlagen | - Herzkatheter - künstliche Hüft-, Knie- oder Schultergelenke - Stents - resorbierbares chirurgisches Nahtmaterial - Intrauterinpessar, Hormonspirale - Brustimplantat |

Es ist jedoch zu beachten, dass weder durch die EU-Richtlinien noch durch die nationale Gesetzgebung eine derartige Klassifizierung von Medizinprodukten vorgenommen wird, da jeweils im Einzelfall, bezugnehmend auf den bestimmungsgemäßen Gebrauch (intended use), die Einstufung durchzuführen ist.

### Einteilung zur Aufbereitung
Die Medizinprodukte-Betreiberverordnung verlangt eine ordnungsgemäße Aufbereitung. Dafür wurde von der Kommission für Krankenhaushygiene und Infektionsprävention (KRINKO), dem Robert Koch-Institut (RKI) und dem Bundesinstitutes für Arzneimittel und Medizinprodukte (BfArM) eine gemeinsame Empfehlung herausgegeben.
Danach werden wiederverwendbare Geräte und Instrumente in unkritische, semikritische und kritische Medizinprodukte eingeteilt. Entscheidend für die Einteilung ist die bestimmungsgemäße Anwendung des jeweiligen Produkts.
Kommt das Produkt nur mit intakter Haut in Berührung, gilt es als unkritisch, oft ist nur eine Reinigung oder Desinfektion nötig. Semikritische Produkte berühren Schleimhaut oder krankhaft veränderte Haut, bei der Aufbereitung muss deshalb immer gereinigt und desinfiziert (Semikritisch A), in einigen Fällen zusätzlich unmittelbar nach der Anwendung nicht fixierend vorgereinigt, dann möglichst maschinell gereinigt und desinfiziert beziehungsweise sterilisiert werden (Semikritisch B). Dagegen müssen kritische Medizinprodukte, die die Haut beziehungsweise Schleimhaut durchdringen, immer sterilisiert werden. Je nachdem ob Hohlräume oder schwer zugängliche Teile vorhanden sind, die Aufbereitung die Funktion und Sicherheit des Medizinproduktes beeinflusst oder die Anzahl der Aufbereitungszyklen begrenzt ist, wird das kritische Medizinprodukt den Aufbereitungsstufen A, B oder C mit den entsprechenden Verfahren zugeordnet.

## Gesetzliche Regelungen

### Umsetzung in nationale Gesetze
In jedem Land der Europäischen Union und in den assoziierten Ländern wurden die EU-Richtlinien über nationale Gesetze umgesetzt:
Qualitative Regelungen zu Medizinprodukten trifft das Medizinprodukterecht.
In Deutschland und Österreich sind die EU-Richtlinien durch das nationale Medizinproduktegesetz (MPG) umgesetzt.
Betreiber müssen sich an die Medizinprodukte-Betreiberverordnung (MPBetreibV) halten, welche auf dem Medizinprodukterecht-Durchführungsgesetz (MPDG) basiert, welches die Medical Device Regulation (MDR) zur Grundlage hat. 
Hiernach müssen sich Betreiber an Vorgaben des Herstellers zum sicheren Betrieb der Produkte halten. 
Zudem gibt es für Krankenhäuser den branchenspezifischen Sicherheitsstandard (B3S) "Medizinische Versorgung" als von der Deutschen Krankenhausgesellschaft (DKG) entwickeltes Rahmenwerk. Der B3S ist mit ISO/IEC 27001 und ISO 27799 verknüpft.
Hinzu kommt die IT-Sicherheitsrichtlinie für Arztpraxen - gestaffelt in kleine, mittlere und große Arztpraxen - und hat eine gesonderte Anlage für medizinische Großgeräte. 
Durch die Novellierung des EU-Medizinprodukterechtes als EU-Verordnung statt wie bisher EU-Richtlinie entfallen nationale gesetzliche Umsetzungen in den Ländern der EU.
In der Schweiz sind Medizinprodukte durch das Heilmittelgesetz (welches sich an EU-Richtlinien anlehnt) geregelt.

### Konformitätsbewertungsverfahren
Der Erhalt einer Marktzugangsberechtigung eines neuen Medizinproduktes für das erstmalige Inverkehrbringen (Import, Vertrieb etc.) erfordert umfangreiche Prüfungen:
Gemäß § 6 Abs. 1 MPG dürfen Medizinprodukte, mit Ausnahme von Sonderanfertigungen, Medizinprodukte aus Eigenherstellung, Medizinprodukte gemäß § 11 Abs. 1 (Sondervorschriften im Interesse des Gesundheitsschutzes) sowie Medizinprodukte, die zur klinischen Prüfung oder In-vitro-Diagnostika, die für Leistungsbewertungszwecke bestimmt sind, in Deutschland nur in den Verkehr gebracht oder in Betrieb genommen werden, wenn diese mit einer CE-Kennzeichnung versehen sind. (Die Paragraphen beziehen sich auf das deutsche MPG.)
Mit einer CE-Kennzeichnung dürfen Medizinprodukte nur versehen werden, wenn die Grundlegenden Anforderungen nach § 7 MPG, die unter Berücksichtigung ihrer Zweckbestimmung anwendbar sind, erfüllt sind und ein für das jeweilige Medizinprodukt vorgeschriebenes Konformitätsbewertungsverfahren (nach Maßgabe der Rechtsverordnung nach § 37 Abs. 1 MPG) durchgeführt worden ist (§ 6 Abs. 2 MPG).
Die Grundlegenden Anforderungen sind für aktive implantierbare Medizinprodukte die Anforderungen des Anhangs I der Richtlinie 90/385/EWG, für In-vitro-Diagnostika die Anforderungen des Anhangs I der Richtlinie 98/79/EG und für sonstige Medizinprodukte die Anforderungen des Anhangs I der Richtlinie 93/42/EWG.
Bei Produkten der Klasse I muss der Hersteller in eigener Verantwortung das Konformitätsbewertungsverfahren durchführen und für jedes Produkt eine technische Dokumentation mitsamt Risikomanagement Akte erstellen und für die Überprüfung durch Behörden bereithalten. Nach dem Bericht der EU-Kommission vom 2. Juli 2003 werden durch die nationalen Behörden verstärkt Hersteller inspiziert, die nicht durch eine Benannte Stelle überwacht werden.
Die Zertifizierung durch eine staatlich benannte Stelle muss bei Produkten der Klassen IIa, IIb und III sowie Is und Im (Produkte der Klasse I, die im sterilen Zustand in den Verkehr gebracht werden oder eine Messfunktion haben) zusätzlich zur Bewertung durch den Hersteller durchgeführt werden. Die CE-Kennzeichnung wird dann durch eine vierstellige Nummer ergänzt. Die Verantwortung für das Produkt verbleibt beim Hersteller.
Hersteller im Sinne des Medizinproduktegesetzes ist, wer das Produkt innerhalb des EWR erstmals unter eigenem Namen in Verkehr bringt, unabhängig davon, wer das Produkt produziert.

### Medizinprodukte-Verwaltungsvorschrift
Die Bundesregierung hat am 24. Mai 2012 die Allgemeine Verwaltungsvorschrift zur Durchführung des Medizinproduktegesetzes (Medizinprodukte-Durchführungsvorschrift – MPGVwV) erlassen, die am 1. Januar 2013 in Kraft trat.
Die Verwaltungsvorschrift ist an die Bundesländer gerichtet und dient behördenintern der Vereinheitlichung der Marktüberwachung von Medizinprodukten in Deutschland. Neue Koordinierungsstelle der Länder ist die Zentralstelle der Länder für Gesundheitsschutz bei Arzneimitteln und Medizinprodukten (ZLG) mit Sitz in Bonn.
Die Behörden führen nunmehr vermehrt unangemeldete Audits bei Herstellern und Betreibern durch und prüfen, ob die Voraussetzungen für das Inverkehrbringen und die Inbetriebnahme der Medizinprodukte (weiter) gegeben sind. § 1 Absatz 1 Satz 2 MPGVwV verpflichtet die Länder auch zur Überwachung der Einhaltung der Vorgaben des Heilmittelwerbegesetzes (HWG).

### Herstellverfahren
Die Herstellung von Medizinprodukten unterliegt der Pflicht zur Validierung. Das bedeutet, dass alle hergestellten Teile einer Charge auf die dem Kunden zugesicherten Eigenschaften überprüft worden sind (Produktprüfung; z. B. Baumusterprüfung). Alternativ wird der Produktionsprozess validiert. In der Regel (bei Produkten der Klassen IIa, IIb und III, jedoch nicht Klasse I) erfolgt dies in einem zertifizierten Qualitätsmanagementsystem nach der Norm DIN EN ISO 13485 (Systemprüfung; z. B. vollständiges QM-System). Auch Kombinationen von Produkt- und Systemprüfungen sind möglich.

## Technische Dokumentation für Medizinprodukte
An die Dokumentation eines Medizinprodukts bestehen durch Gesetze und im Rahmen des Qualitätsmanagements besondere Anforderungen.

## Marktzahlen in der EU einschließlich Schweiz und Norwegen
Das Marktvolumen der Medizinprodukte in der EU einschließlich Schweiz und Norwegen wird für 2009 mit 95 Milliarden Euro abgeschätzt. Davon fließen ca. 4 Milliarden Euro in die Entwicklung neuer Medizinprodukte. Etwa 575.000 Arbeitsplätze sind in der Medizinprodukteindustrie befasst. Ungefähr 25.000 Unternehmen zählen zur Medizinprodukteindustrie, davon fast 95 % klein- und mittelständische Unternehmen. Die Gesamtbilanz für den Handel mit Medizinprodukten ist positiv, 2012 lag sie bei 15,5 Milliarden Euro, was einen Zuwachs um mehr als das Doppelte seit 2006 bedeutet. Die Zahl der erfolgreichen Patentierungen im Bereich der Medizinprodukte übertrifft mit 10.412 im Jahr 2012 nach Angaben des europäischen Patentamtes (EPA) alle anderen technischen Bereiche. Weltweit liegt Deutschland hinter den USA bei Medizinprodukteinnovationen an zweiter Stelle.

## Zulassung der Medizinprodukte in EU und USA

### Marktzugangsverfahren in Europa
Damit ein Medizinprodukt in der EU In Verkehr gebracht werden kann, müssen die EU-Medizinprodukteverordnung (MDR, EU-V 745/2017) und die EU-Verordnung für in-vitro-Diagnostika (IVDR, EU-V 746/2017) eingehalten werden. Dafür ist der Hersteller verantwortlich. Er muss seine Produkte mit einer CE-Kennzeichnung versehen, damit er diese in Verkehr bringen kann. Dadurch erklärt er die Konformität des Produkts mit den entsprechenden gesetzlichen Anforderungen. Der Hersteller muss zunächst anhand der Zweckbestimmung und Wirkungsweise die anzuwendende Richtlinie bestimmen, danach die Risikoklasse, wonach sich u. a. das Konformitätsbewertungsverfahren richtet. Die „Grundlegenden Sicherheits- und Leistungsanforderungen“ dienen der Bewertung eines Medizinprodukts und berücksichtigen dabei besonders gemäß der Zweckbestimmung und der Risikoklasse die Sicherheit sowie die technische und die medizinische Leistung eines Medizinprodukts. Im Rahmen des Risikomanagementsystems muss für alle Medizinprodukte eine Risikoanalyse durchgeführt werden und abhängig vom Risikopotential der Produkte das Konformitätsbewertungsverfahren. Die vom Hersteller durchgeführte Konformitätsbewertung wird von einer unabhängigen Prüf- und Zertifizierungsstelle (=benannte Stelle) überprüft und deren Korrektheit nach einheitlichen Bewertungsmaßstäben bestätigt. Je höher das Risikopotenzial des jeweiligen Medizinprodukts, desto höher ist der Umfang der externen Fremdkontrolle. Die benannte Stelle prüft die Medizinprodukte, den Herstellungsprozess der Produkte und/oder die Produktdokumentation auf Übereinstimmung mit den Anforderungen der entsprechenden EU-Verordnungen. Stellt sie fest, dass der Hersteller die entsprechenden EU-Verordnungen erfüllt hat, stellt sie eine Richtliniengenehmigung aus und der Hersteller kann auf dem Produkt die CE-Kennzeichnung anbringen. Setzt der Hersteller bei einer Medizinprodukte-Software auf Technologien der Künstlichen Intelligenz, muss er künftig zusätzlich die Anforderungen der Verordnung über künstliche Intelligenz erfüllen.

### Marktzugangsverfahren in den USA
Für die Marktzulassung von medizintechnischen Produkten ist in den USA das Center for Devices and Radiological Health (CDRH) innerhalb der FDA zuständig. Grundlage für die Arbeit ist der Medical Devices Regulation Act (1976). In diesem Gesetz werden drei Risikokategorien für Medizinprodukte definiert: Klasse I – geringes Risiko; Klasse II – moderates Risiko; Klasse III: hohes Risiko.
Für die Zulassung gibt es zwei unterschiedliche Verfahren:

#### „Premarket Notification“ (510(k)-Verfahren)
Bei einigen medizintechnischen Produkten mit einem geringen bis mittleren Risiko für den Patienten (Klassen I und II) muss die Äquivalenz mit einem bereits auf dem amerikanischen Markt befindlichen Gerät oder Produkt nachgewiesen werden. Dieses Verfahren ist keine Produktzulassung, sondern eine Produktfreigabe. Bei vielen Produkten der Klasse I und einigen der Klasse II reicht eine Registrierung bei der FDA. In dieses Verfahren sind zum Teil auch unabhängige Dritte eingebunden, die eine entsprechende Bewertung durchführen. Die letztliche Entscheidung liegt bei der FDA.

#### „Premarket Approval“ (PMA)
Geräte, die ein potenziell hohes Risiko für den Patienten mit sich bringen (Klasse III), unterliegen einer behördlichen Zulassung, nämlich dem „Premarket Approval“ (PMA). In diesem Verfahren müssen die (grundsätzlich für alle Produktklassen nachzuweisende) Sicherheit als auch die Wirksamkeit durch klinische Studien nachgewiesen werden. Dieses Verfahren erfolgt jedoch nur bei rund 1 Prozent aller Produkte.

## Gewährleistung der Verpackungs-, Transport- und Lagerstabilität von Medizinprodukten
Aspekte wie das richtige Verpacken, Transportieren und Lagern beeinflussen die Qualität von Medizinprodukten.

### Verpackungsstabilität
Ein Medizinprodukt sollte so verpackt werden, dass eine Kontamination durch Mikroorganismen ausgeschlossen werden kann. Bei der Entscheidung für die richtige Verpackung wird Beschaffenheit der zu verpackenden Medizinprodukte, die Anforderungen der Anwender, strukturelle Gegebenheiten und die Transportlogistik berücksichtigt. Nach Verpackungsprozess sollte die Verpackung auf Sauberkeit und Unversehrtheit geprüft werden. Anwenderfreundlichkeit und Sicherheitsaspekte sind ebenfalls zu berücksichtigen. Dabei sind Aspekte wie z. B. einfaches Befüllen, keimdichtes Verschließen, Eignung für das vorgesehene Sterilisationsverfahren, sicherstellen von Funktion und Sterilität des Medizinproduktes bis zur Anwendung, Möglichkeit zur aseptischen Entnahme des Inhalts, Durchstichfestigkeit, Transport an den Ort der Anwendung, Kennzeichnung der Verpackung bzw. des Inhalts und einfaches Handling der Verpackung für die Auswahl der Verpackung entscheidend. Die Angaben der Hersteller sind auf der Verpackung zu berücksichtigen.

### Transportstabilität
Während des Transports darf das Medizinprodukt nicht beschädigt werden. Wenn eine Gefahr für Kontamination besteht, sollen die Medizinprodukte in einer Schutzverpackung transportiert werden. Die Schutzverpackung dient dem Schutz während des Transports und der Lagerung. Wenn die Schutzverpackung geöffnet wird, muss diese nach der Entnahme sofort wieder verschlossen werden. Bevor die Schutzverpackung geöffnet wird, sollte darauf geachtet werden, dass die Verpackung staubfrei ist.

### Lagerstabilität
Die Lagerstabilität von Medizinprodukten ist von Kriterien wie z. B. äußere Einflüsse, Art der Lagerung, Art des Transports und Inhalt der Verpackung abhängig. Diese Bedingungen müssen in Bezug auf die zu lagernden Produkte geprüft werden. Die zulässige Lagerdauer ergibt sich in der Regel aus den Herstellerangaben oder wird von Hygieneverantwortlichen schriftlich festgelegt. Zu bedenken ist, dass die angegebene Lagerdauer nur bei sach- und fachgerechter Lagerung gültig ist.
Medizinprodukte müssen trocken und staubarm gelagert und vor
- direkter Sonneneinstrahlung und UV-Strahlung
- Beschädigung
- mechanischen und chemischen Einflüssen
- Temperaturschwankungen (maximal 20 K/Tag)
- Ungeziefer

geschützt werden. Durch die vorgeschriebene Lagerdauer soll das Risiko einer Kontamination beim Transport und Öffnen minimiert werden.

## Schritte zum CE-Zeichen
1. Bestimmung der Zweckbestimmung
Hierbei muss der medizinische Zweck des Medizinprodukts beachtet werden. Vorgesehene Patienten, Diagnosen oder Körperteile müssen bestimmt werden. Das physikalische Prinzip des Medizinprodukts muss festgelegt werden und die vorgesehenen Nutzer und die Nutzungsumgebung.[26]
2. Zuordnung der Richtlinien
Es gibt verschiedene EU-Richtlinien die anwendbar sind zum Beispiel die Medizinprodukt-Richtlinie MDD, Invitro Diagnostik Richtlinie IVDD oder die aktive implantierbare Medizinprodukte-Richtlinie AIMD
3. Einordnung in Klassen[27]
Es wird von der MDD (Medical Device Directive) in vier Klassen (I, IIa, IIb und III) der Medizinprodukte eingeteilt.
  - Klasse I: Besteht ein geringes Risiko bei der Anwendung
  - Klasse IIa: Besteht ein mittleres Risiko bei der Anwendung
  - Klasse IIb: Besteht ein erhöhtes Risiko bei der Anwendung
  - Klasse III / Aktive Implantate: Besteht ein hohes Risiko bei der Anwendung
Die Anforderungen an aktive implantierbare medizinische Geräte entsprechen aufgrund ihres Gefahrenpotenzials jenen, die an Klasse III-Produkte der Richtlinie 93/42/EWG gestellt werden.
4. Konformitätsbewertungsverfahren auswählen
Ein geeignetes Konformitätsbewertungsverfahren ist abhängig von der Klasse des Produkts.
Anhang VII (EG Konformitätserklärung) -> CE-Kennzeichnung ohne benannte Stelle.
Ein QM-System wird bei Medizinprodukten, die eine Software enthalten oder eine sind, benötigt.
5. QM-System einstufen
Ein QM-System einzustufen, dauert einige Wochen, erspart Monate an Zeit und bessert die Produktwirtschaft.
6. Produktentwicklung
Mit dem eigenentwickelten QM-System konfirmieren, daraus entsteht die technische Dokumentation.
7. Erklärung der Konformität
a. Eine bekannte Stelle von den Klassen beziehen
b. Anschließend das CE-Zeichen anbringen